# Kasper Lorentzen
Pour les articles homonymes, voir Lorentzen (homonymie).
Kasper Lorentzen, né le 19 novembre 1985 à Hvidovre, est un footballeur danois, qui a évolué au poste de milieu offensif.

## Carrière
Kasper Lorentzen a fait ses débuts pour Brøndby en 2003. Gaucher, et faisant preuve d'une belle aisance technique, malgré un manque de vitesse et d'explosivité, il commence à jouer de manière régulière en équipe première lors de la saison 2005-2006.
Avec Brøndby, il remporte deux Coupes du Danemark, en 2005 et 2008. Malheureusement, des blessures à répétition l'empêchent de s'imposer définitivement.
En 2009, étant libre, il signe en faveur des Randers FC et marque trois buts en Ligue Europa contre les irlandais de Linfield, puis contre les lituaniens de Sūduva.
Lorentzen a annoncé sa retraite en 2015, en raison des nombreuses blessures qu'il a rencontré au cours de sa carrière.

## International
Lorentzen a été sélectionné dans toutes les catégories d'âge au Danemark depuis les moins de 16 ans. Il compte 13 sélections espoirs, pour 4 buts.
Il est appelé pour sa première sélection en Équipe du Danemark le 11 août 2010 pour un match amical face à l'Allemagne. Durant ce match, il délivre une passe décisive à Mads Junker, permettant à son équipe d'arracher le match nul 2-2.
Pour sa deuxième sélection, il marque un but face à Chypre dans un match comptant pour les éliminatoires du championnat d'Europe de football 2012, contribuant au succès 2-0 de la sélection danoise.

## Palmarès
Brøndby IF
- Champion du Danemark (1) : 2005
- Vainqueur de la Coupe du Danemark (2) : 2005, 2008

 FC Nordsjælland
- Champion du Danemark (1) : 2012